# 1081 Reseda
Reseda (asteróide 1081) é um asteróide da cintura principal com um diâmetro de 37,89 quilómetros, a 2,6239936 UA. Possui uma excentricidade de 0,1521125 e um período orbital de 1 988,54 dias (5,45 anos).
Reseda tem uma velocidade orbital média de 16,93091684 km/s e uma inclinação de 4,22818º.
Esse asteróide foi descoberto em 31 de Agosto de 1927 por Karl Reinmuth.